# منتخب بوركينا فاسو تحت 20 سنة لكرة القدم
منتخب بوركينا فاسو تحت 20 سنة لكرة القدم هو ممثل بوركينا فاسو الرسمي في المنافسات الدولية في كرة القدم في فئة كرة قدم تحت 20 سنة للرجال
.